# Chuck Fager
Charles Eugene Fager (nacido en 1942), conocido como "Chuck Fager" es un activista estadounidense, autor, editor, y es miembro prominente de la Religious Society of Friends. Es conocido por su trabajo en el Movimiento de Derechos Civiles y en el Movimiento a favor de la Paz en 1960. Entre sus escritos figuran ensayos sobre religión y política, obras humorísticas, ficción para adultos y para adolescentes. Su obra más conocida es "Selma 1965: The March That Changed the South" (La marcha que cambió el Sur), centrada en el Movimiento a favor del Derecho al Voto de 1965. Fue director de la "Casa de los Cuáqueros" en Fayetteville, Carolina del Norte, un proyecto en pro de la paz, cerca de Fort Bragg, importante base del Ejército de los Estados Unidos.

## Primeros años
Charles E. Fager nació en Kansas, en una familia católica. Es el mayor de once hermanos. Se crio en distintas bases de las Fuerzas Aéreas Estadounidenses.

## Educación
Mientras realizaba sus estudios secundarios, Fager abandonó el catolicismo y durante algunos años se consideró a sí-mismo ateo. Sin embargo, le interesaba la religión, y recibió una notable influencia de la obra de C.G. Jung, que le llevó a prácticas religiosas ortodoxas.

## Activismo
Fager se trasladó a Atlanta, Georgia a finales del verano de 1964, y pronto se convirtió en activista del movimiento de los derechos civiles.
En diciembre de 1964 se unió al equipo de la Southern Christian Leadership Conference (SCLC), primero en Atlanta y luego en Selma, Alabama.
Participó en la campaña sobre el derecho al voto de 1965, organizada por el Dr. Martin Luther King, Jr. Durante ese periodo, Fager fue arrestado en tres ocasiones y pasó una noche en prisión, en la misma celda que el Dr. Martin Luther King, Jr.
Fager se marchó de Selma a principios de 1966. Participó en varias manifestaciones pacíficas contra la guerra del Vietnam. En esas fechas, la policía le detuvo dos veces.

## Participación en la Sociedad de Amigos
Afiliación
Fager trabajó en el “Friends World Institute” y conoció a personas de creencias quáqueras, que trabajaron con él.
Trabajó como instructor de jóvenes en la universidad, de 1966 a 1967. En 1969 se unió a la “Friends Meeting at Cambridge”, Massachusetts, mientras estudiaba en Harvard Divinity School. Desde entonces, ha participado en las sucesivas reuniones de esta institución.
Publicaciones Profesionales y Peregrinación
En la escuela secundaria, a mediados de la década de 1950, Fager recibió críticas por escribir una colección de artículos ilegales, en la que se burlaba de los maestros y las autoridades escolares. Ha sido escritor desde entonces.
Comenzó a trabajar como periodista en la universidad, y en 1967 publicó su primer libro, “White Reflections On Black Power”, seguido de “The Poor Peoples Washington Campaign”.
A pesar de no permitirle ganarse la vida adecuadamente, la necesidad de escribir era irresistible, y dejó la vida académica.
Desde Massachusetts, Fager se trasladó en 1975 a San Francisco, donde ejerció como periodista independiente a tiempo completo en la zona de la bahía.
Entre otros temas, escribió sobre el excongresista Pete Paul McCloskey. En 1978, Fager se mudó a la zona de Washington D. C., y posteriormente, McCloskey lo contrató como investigador de personal para la Marina Mercante de los EE. UU. de A., la Casa Marina y la Comisión de Pesca.
Conservó el puesto hasta comienzos de 1981, cuando McCloskey se presentó sin éxito a las elecciones para el Senado. A pesar de su amistad con McCloskey, a Fager no le gustaba el Capitolio como lugar de trabajo, y estaba dispuesto a dejarlo atrás.
En 1985, Fager comenzó a trabajar para el Servicio Postal de los EE. UU., primero como Cartero Rural sustituto, y luego como Manipulador de correo, hasta mediados de 1994. El sueldo y las condiciones de dichos puestos de trabajo eran satisfactorios para él y su familia (cuatro hijos). Durante estos años de actividad, Fager siguió siendo escritor (se inspiró en esta experiencia para su segunda novela de misterio, "Un-Friendly Persuasion"). En 1979 fundó “Kimo Press”, que publica literatura Quáquera, de la que es autor en su mayoría. A partir de 1981, también ha sido editor independiente, periodista de investigación y ha prestado sus servicios en un diario quáquero llamado “A Friendly Letter”, puesto que desempeñó hasta principios de 1993. Fundó una revista titulada “Quaker Theology” en 1999.
Después de dejar el servicio postal en 1994, fue contratado para crear un Programa de Cuestiones en Pendle Hill, un centro de estudios en Wallingford, Pensilvania. A partir de entonces, en 1997, se trasladó a Bellefonte, PA, donde volvió a ser escritor independiente, e impartió cursos de Redacción para los negocios en la Penn University.
Después de los ataques del 11 de septiembre de 2001, accedió a ocupar el puesto de Director de la Casa Quáquera en Fayetteville, NC.
En sus escritos, Fager ha aportado diversas respuestas a los intereses comunes. Ha redactado informes en especial sobre temas sociales de actualidad, como el movimiento a favor de los derechos civiles, las últimas guerras, el militarismo, la tortura y la religión, centrándose especialmente en los Quáqueros, la Sociedad de Amigos y la Historia, en particular para los lectores más jóvenes.
Organizaciones
Entre 1996 y 2002, Fager también ocupó el cargo de Secretario en la Comunión de los quáqueros en las artes. También fue Secretario de la mesa redonda quáquera de 2001 sobre la Paz. Desde principios de 2005, ha formado parte de la Iniciativa quáquera para erradicar la tortura.

## Vida personal
Fager se ha casado y divorciado en dos ocasiones. Tiene cuatro hijos adultos y un número creciente de nietos.